# Cristianofobia
Per cristianofobia s'intende l'avversione pregiudiziale e la paura irrazionale espresse nei confronti del cristianesimo; il termine, un neologismo degli anni duemila, è concettualmente simile ad anticristianesimo. Si manifesta con pratiche di intolleranza, discriminazione e vessazioni nei confronti della fede cristiana e dei suoi aderenti.

## Origine del termine cristianofobia
Nel 2003 Joseph Halevi Horowitz Weiler pubblicò il suo saggio, Un'Europa Cristiana: Un saggio esplorativo nel quale affermava l'esistenza, nella cultura occidentale, di una vera e propria "Cristofobia". Il termine coniato da Weilerdiede presto origine, per estensione, al similare "Cristianofobia".
Il termine, usato per la prima volta nel testo di una Risoluzione del III Comitato della 58ª Assemblea Generale dell'ONU, insieme a islamofobia e antisemitismo, entrò in uso nei primi anni duemila anche in seguito alle sollecitazioni, nel dicembre del 2004, di papa Giovanni Paolo II che sottolineò definendola "distrazione" la mancanza da parte dell'ONU, di accenni alle violente manifestazioni fobiche contro i cristiani nei documenti ufficiali, a differenza di quanto fatto in occasione di manifestazioni di antisemitismo e di islamofobia; una richiesta ufficiale fu inoltrata alla Commissione ONU sui diritti umani di Ginevra dal responsabile dei "Rapporti con gli Stati" del Vaticano, arcivescovo Giovanni Lajolo: il documento parlava di cristianofobia chiedendo posizioni decise contro il fenomeno, in forte crescita a causa dei conflitti in essere e come effetto collaterale della guerra al terrorismo. 
A partire dal 2010 il termine cristianofobia è entrato a far parte del lessico ufficiale dei documenti emessi o approntati dalle Nazioni Unite, è usato nei discorsi pubblici, nei testi più recenti, nelle pubblicazioni e nei media.

## Uso del termine cristianofobia

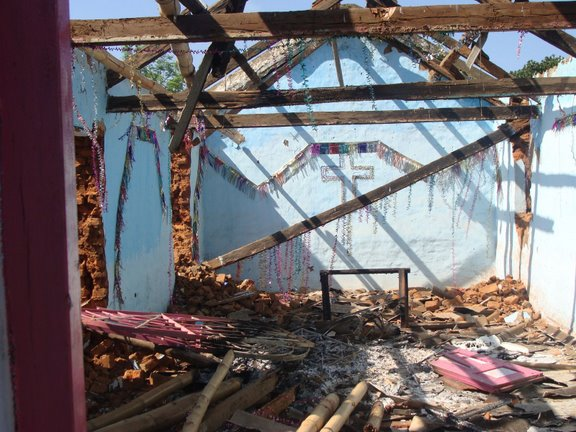
Un edificio cristiano devastato nello stato di Orissa, in India.

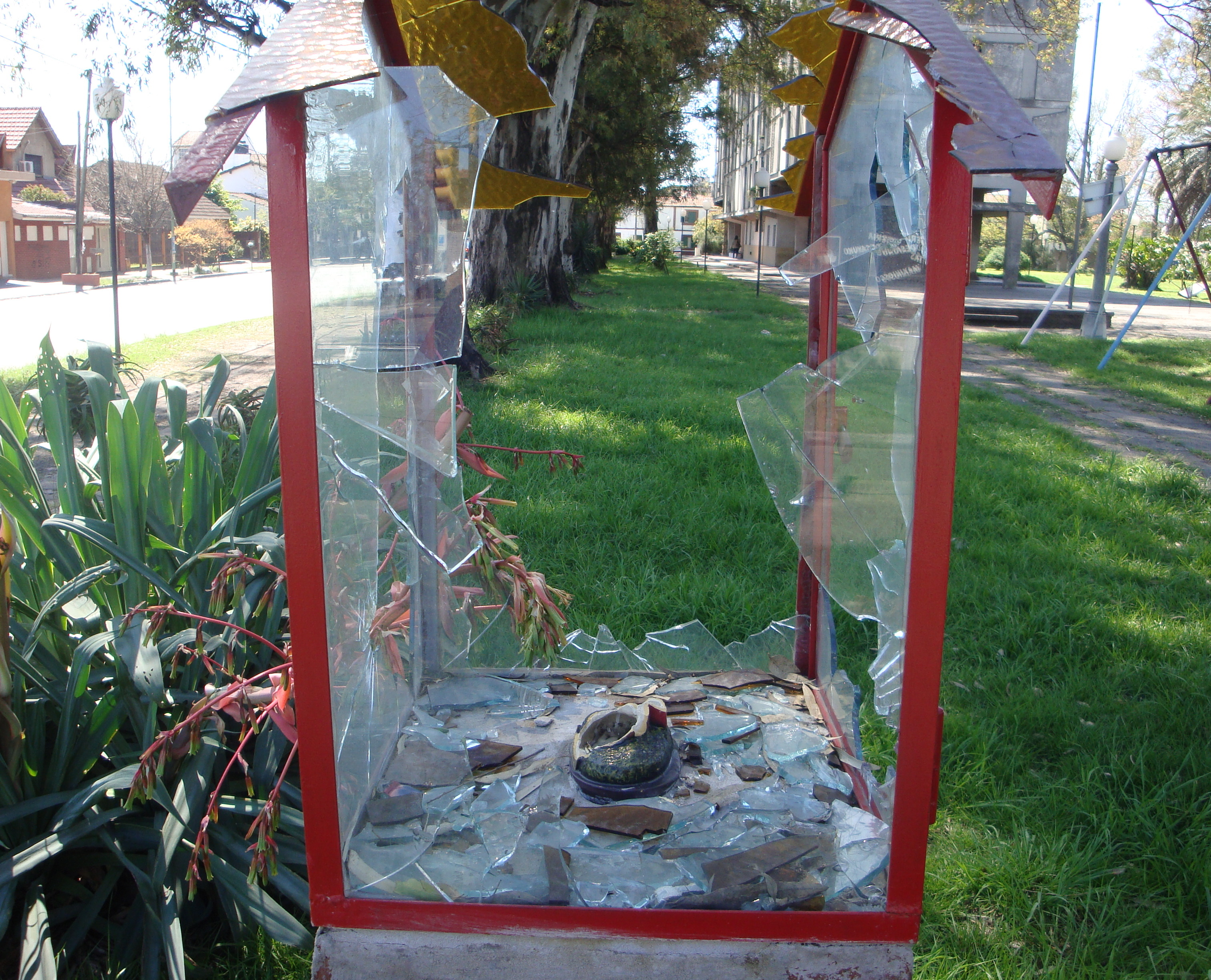
Un'edicola mariana distrutta, in Argentina.

Il termine, fino ad allora poco utilizzato, è balzato alla notorietà nel 2010 in seguito alla pubblicazione del saggio di René Guitton, Cristianofobia. La nuova persecuzione:
.
Benedetto XVI ha spesso denunciato la cristianofobia, affermando che:"i cristiani sono la minoranza più oppressa e tormentata". In occasione della Giornata mondiale della pace ha affermato:
(Papa Benedetto XVI, Messaggio per la Celebrazione della XLIV Giornata Mondiale della Pace, Gennaio 2011)
Il Cardinale Angelo Bagnasco, Presidente della Conferenza Episcopale Italiana, ha definito la cristianofobia come "la versione più corrente dell'intolleranza religiosa" affermando che essa "non è lontana dal porsi ormai nelle forme della pulizia etnica o religiosa". 
Il termine cristianofobia (in inglese, christianophobia) viene usato anche dai media internazionali.  Il The Wall Street Journal ha impiegato il termine "cristianofobia" facendo in particolare riferimento ad atteggiamenti persecutori nei confronti delle minoranze cristiane che vivono in territori a maggioranza musulmana. Il quotidiano statunitense USA Today ha usato il termine cristianofobia per descrivere le violenze e gli attentati terroristici contro i cristiani nel mondo.
Secondo Guitton, nel mondo più di 50 milioni di cristiani sarebbero vittima di discriminazioni o persecuzioni. L'associazione non-governativa Open Doors (nota in Italia come "Porte Aperte") pubblica annualmente una lista dei paesi nei quali praticare la fede cristiana è più rischioso. Ai primi 10 posti della classifica, nel 2013, vi sono 8 paesi a maggioranza musulmana e uno comunista (la Corea del Nord), oltre all'Eritrea, con una presenza di musulmani e cristiani approssimativamente equivalente, ma controllata da un partito unico ispirato ad un'ideologia di stampo marxista.

## Manifestazioni di cristianofobia

### Vandalismo
Il vandalismo di simboli o luoghi cristiani è una forma comune di cristianofobia. Se l'oggetto vandalizzato è considerato sacro, come la Bibbia, il Crocifisso, o le icone, il vandalismo viene visto dai credenti come un sacrilegio. 
Atti di vandalismo contro luoghi di culto, librerie e cimiteri cristiani sono inoltre comuni in Francia
. Dal 2008 gli atti cristianofobi sono quadruplicati; erano 275 in tale anno, nel 2014 erano già 807. 
Tali atti sono segnalati anche in Albania e in Belgio. 
Gli atti di vandalismo sono spinti a volte fino all'incendio di locali di culto e chiese; questo, da alcuni anni, si evidenzia particolarmente in Francia.

### Uso della musica "metal"
Alcuni cantanti e fan di heavy metal, black metal ed altri generi musicali moderni dichiarano apertamente odio verso il cristianesimo. Cantanti del genere black metal si sono detti responsabili per l'ispirazione (se non la perpetrazione) di oltre cinquanta incendi diretti a chiese cristiane in Norvegia dal 1992 al 1996.

### Attentati

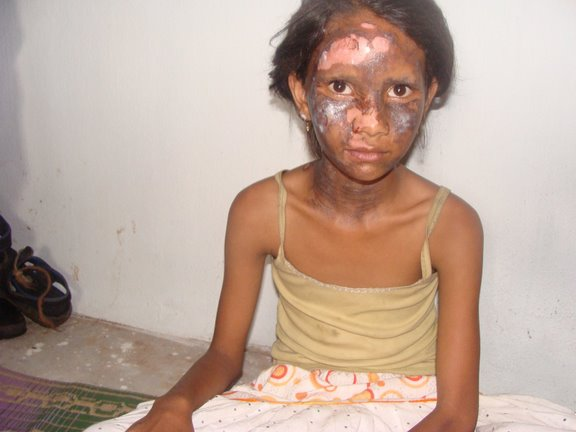
Bambina cristiana di Orissa vittima degli attacchi anticristiani dell'agosto 2008

Le chiese cristiane sono sempre più spesso oggetto di attentati terroristici. Il fenomeno ha assunto dimensioni drammatiche in molti paesi a maggioranza islamica: nel 2010 l'attentato nella chiesa della Nostra Signora della Salvezza, a Baghdad, provocò da solo oltre 50 morti; pochi mesi dopo l'esplosione di una bomba all'uscita di una messa ad Alessandria d'Egitto causò l'uccisione di 21 persone. Tali episodi di violenza si inseriscono nel solco di una crescente cristianofobia: nel solo Iraq tra il 2004 e il 2009 si contarono 65 attentati a chiese cristiane.
La notte fra il 24 ed il 25 dicembre 2011, un totale di cinque esplosioni scossero diverse città della Nigeria con un bilancio di almeno 40 morti. Due attentati dinamitardi furono rivolti contro Chiese cristiane. Il più grave colpì la chiesa di S. Teresa nella capitale Abuja, quando la Messa di Natale stava finendo, provocando 35 morti e oltre 50 feriti. L'altra coinvolse una chiesa a Jos, nella Nigeria centrale, e un poliziotto di guardia al luogo di culto rimase ucciso. Altre tre esplosioni si verificarono nel nord est del Paese, due a Damaturu domenica 25 ed una nella serata di sabato 24, contro una chiesa, a Gadaka. Un kamikaze si fece esplodere a Damaturu, uccidendo almeno 4 persone.
L'attentato alla chiesa di S. Teresa fu rivendicato dalla setta islamica di Boko Haram, che minacciò di lanciare attacchi simili nel nord del paese nei giorni successivi. Il movimento si era anche attribuito la paternità di una serie di sanguinosi attentati la vigilia del Natale del 2010 che avevano preso di mira diverse chiese e avevano causato decine di morti a Jos. Una serie ulteriore di attentati avvennero all'inizio del gennaio 2011, realizzati con l'obiettivo dichiarato di provocare l'esodo dei cristiani dal nord della Nigeria; provocarono la morte di altre 28 persone.
Il 6 gennaio 2011, solennità dell'Epifania, uomini armati attaccarono una chiesa di Gombe durante la messa: almeno 6 le persone uccise e 10 quelle ferite. Inoltre a Mubi fu presa di mira, durante la veglia funebre, la casa di uno dei 5 cristiani assassinati il giorno precedente durante una cerimonia religiosa; il bilancio fu di 17 morti. La setta Boko Haram avrebbe rivendicato almeno gli attentati del 6 gennaio. Il 7 gennaio uomini armati aprirono il fuoco contro una chiesa a Yola, uccidendo 8 persone. Successivamente, due studenti cristiani dell'Università di Maiduguri vennero uccisi da un gruppo di uomini armati. Si giunse a parlare di pulizia etnica. L'arcivescovo di Jos, Ignatius Ayau Kaigama, dichiarò: "Io sono terribilmente triste, come tutti i nigeriani, musulmani e cristiani. Queste persone ammazzano i cristiani mentre pregano e fanno questo quasi ogni giorno. A loro basta uccidere, distruggere e creare una grande divisione tra cristiani e musulmani".
Papa Benedetto XVI, che nel messaggio Urbi et Orbi del 25 dicembre 2011 aveva pregato perché all'umanità ferita dai tanti conflitti giungesse pace e stabilità, manifestò durante la preghiera dell'Angelus di lunedì 26, a Piazza San Pietro, la sua profonda tristezza per gli attentati, lamentando che "la nostra terra continua ad essere intrisa di sangue innocente":
(Papa Benedetto XVI, 26 dicembre 2011)
In occasione della Pasqua 2012, un nuovo attentato vicino a una chiesa a Kaduna, nel nord della Nigeria, provocò oltre 38 morti e decine di feriti. Alcune settimane dopo, un commando armato a Kano aperse il fuoco sui fedeli che assistevano a una messa, causando 20 morti e decine di feriti gravi.
Il 27 marzo 2016, un attacco suicida è stato sferrato nel parco Gulshan-i-Iqbal Park di Lahore, in Pakistan, gremito di famiglie che celebravano la Pasqua. 69 persone, quasi tutte donne e bambini della minoranza cristiana, sono state uccise e oltre 300 ferite dalla fortissima esplosione. Il 15 marzo 2015 due attacchi suicidi rivendicati anche questi dal Tehrek-e-Taliban Pakistan "Jamat-ul-Ahrar" avevano colpito le due chiese cristiane di Lahore, la cattolica St.John's Church e la evangelica Christ Church provocando 17 morti.
Il 9 aprile 2017 due attentati in Egitto contro le chiese copte nella ricorrenza della "Domenica delle Palme". Il primo è avvenuto all'interno della chiesa nel corso delle celebrazioni nella città di Tanta sul delta del Nilo; il bilancio è di 27 morti e 78 feriti. Il secondo è avvenuto ad opera di un kamikaze ad Alessandria d'Egitto all'esterno della chiesa di San Marco ove si trovava anche il patriarca Tawadros II ed ha prodotto 17 morti e 48 feriti.

### Forme diverse di intolleranza
Nei paesi europei, dove la situazione è comunque nettamente migliore che in altre parti del mondo, sono state denunciate forme di cristianofobia legate al mancato rispetto di luoghi religiosi fino alla loro distruzione, alla discriminazione sui luoghi di lavoro, agli attacchi verbali, alla rappresentazione travisata, stereotipata e negativa dei cristiani nei media.
Tali fenomeni, in crescita, si accompagnano talvolta a tentativi di limitare l'obiezione di coscienza e in alcuni casi alle difficoltà dei genitori di educare i figli secondo le proprie convinzioni religiose.
Nelle zone con conflitti a cui partecipino musulmani atti di oltraggio, stupri, uccisione, espulsioni di cristiani sono sempre più diffusi. Dal 2014 in Siria la guerra civile ha causato lo svuotamento di intere aree dai cristiani.

## Iniziative per contrastare il fenomeno

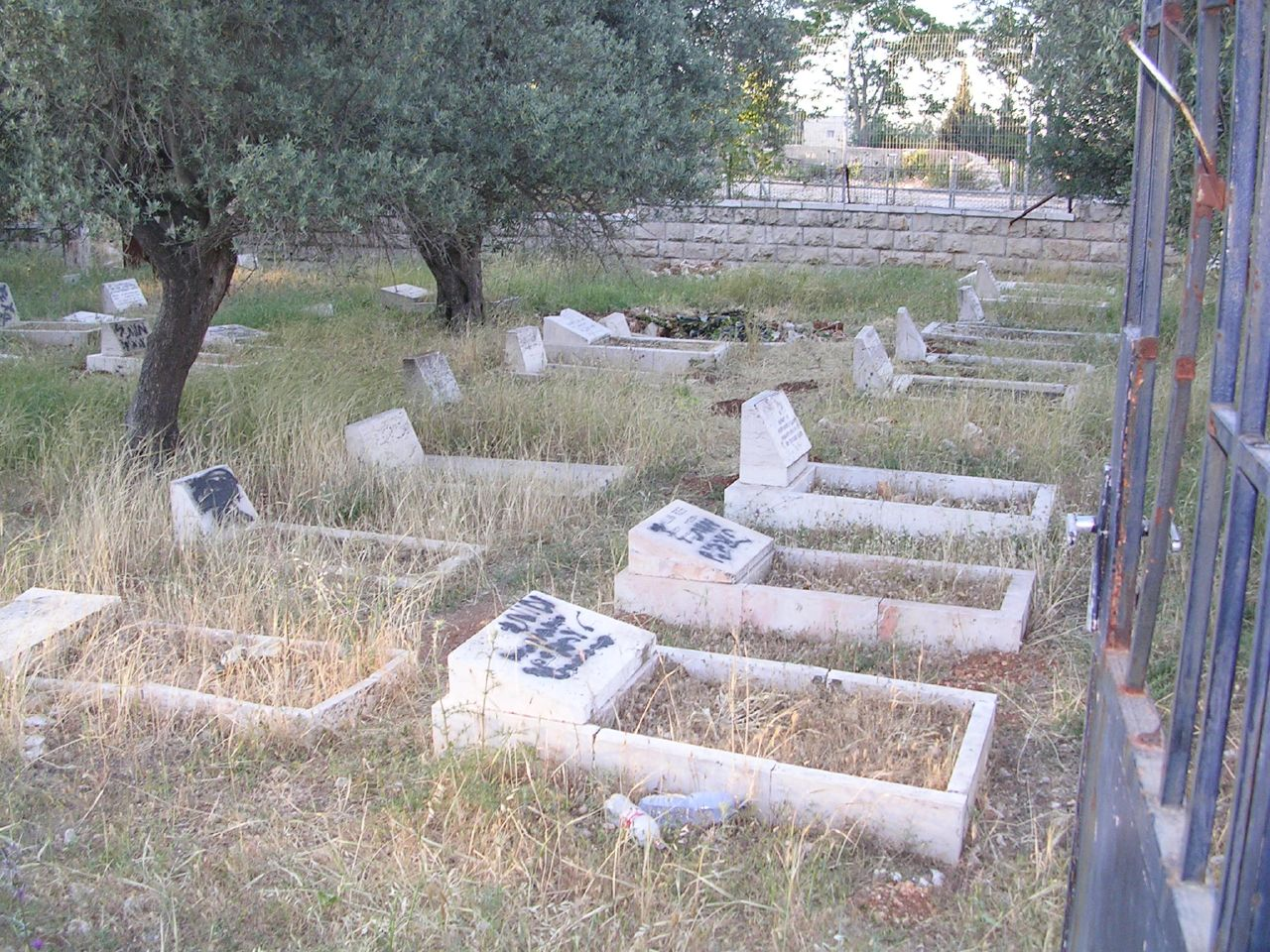
Vandalismo su un cimitero cristiano a Gerusalemme.

Il 20 gennaio 2011 il Parlamento europeo, considerato che nel 2010 il numero di attacchi contro le comunità cristiane è aumentato e rilevando come la maggior parte degli atti di violenza religiosa nel mondo siano perpetrati contro cristiani, ha condannato tali attacchi e ha espresso preoccupazione per il moltiplicarsi degli episodi di intolleranza e repressione. Ha inoltre chiesto una maggiore vigilanza sul tema della libertà religiosa, anche attraverso lo sviluppo di una strategia europea comune in materia.
Il 3 dicembre 2011, nell'ambito della conferenza internazionale "Libertà della fede: la discriminazione e la persecuzione dei cristiani" tenutasi a Mosca, è stata chiesta la creazione di un organismo internazionale di monitoraggio delle discriminazioni contro i cristiani, in grado di prestare assistenza nelle situazioni di emergenza. All'incontro hanno partecipato presbiteri della Chiesa cattolica, delle Chiese ortodosse e rappresentanti di comunità mussulmane ed ebraiche, di varie organizzazioni internazionali interconfessionali e interreligiose.
Nel corso della conferenza è stato dichiarato che ogni cinque minuti nel mondo un cristiano muore a motivo della propria fede, e che ogni anno 105.000 battezzati sono vittime di conflitti religiosi. L'arcivescovo della Chiesa cattolica Erwin Josef Ender ha inoltre sottolineato che anche laddove non esiste una chiara violenza religiosa si registra talvolta una tendenza a ritenere inconsistente le manifestazioni di religiosità e a non permettere influenza alcuna della religione cristiana sulla società.
Il 6 dicembre 2011, nell'ambito del diciottesimo Consiglio ministeriale dell'OSCE a Vilnius (Lituania), l'arcivescovo Dominique Mamberti, Segretario per i rapporti con gli Stati della Santa Sede, propone l'istituzione di una giornata internazionale contro la persecuzione e la discriminazione dei cristiani, "quale segno importante dell'intenzione dei governi di affrontare questa grave questione". L'arcivescovo dichiara inoltre che "potrebbero esserci più di duecento milioni di cristiani, di differenti confessioni, che sono in difficoltà per via di strutture legali e culturali che portano alla loro discriminazione.".
Il 14 marzo 2012 la Commissione Affari Politici e Democrazia del Consiglio d'Europa tiene un'udienza a Parigi sul tema: "La violenza contro le comunità religiose". Nel corso del suo intervento, il sociologo italiano Massimo Introvigne descrive la cristianofobia come "triplice fenomeno che parte dall'intolleranza culturale, passa dalla discriminazione nelle leggi e arriva alle vere e proprie persecuzioni violente", individuando quattro "aree di preoccupazione":
1. l'ultra-fondamentalismo islamico;
2. i superstiti regimi comunisti;
3. il nazionalismo indù o buddhista che spesso prende di mira i missionari;
4. l'avversione laicista dell'Occidente contro la religione in genere, il cristianesimo e, in particolare, la Chiesa Cattolica.

(Massimo Introvigne)
Una conferenza sul tema dell'intolleranza e sui crimini di odio contro i cristiani, venne organizzata a Roma il 12 settembre 2011 promossa dal sociologo torinese Massimo Introvigne, che in quell'anno rivestiva la carica di Rappresentante dell'OSCE per la lotta contro il razzismo, la xenofobia e l'intolleranza e discriminazione contro i cristiani e i fedeli di altre religioni.
Una seconda conferenza internazionale dell'OSCE si è svolta, a partire dal 18 maggio 2015, a Vienna sulle tematiche relative alla prevenzione e repressione dell'intolleranza, della discriminazione e dei crimini di odio contro i cristiani con la partecipazione di delegazioni di 57 Paesi e molte organizzazioni non governative. A Massimo Introvigne l'OSCE ha affidato la relazione di apertura.